# بيركن إلمر
بيركن إلمر (بالإنجليزية: PerkinElmer)‏ هي شركة أمريكية متعددة الجنسيات تختص في صحة الإنسان والبيئة بما في ذلك التحليل البيئي، سلامة الأغذية والمنتجات الاستهلاكية، التصوير الطبي، اكتشاف المخدرات، التشخيص، التكنولوجيا الحيوية، التطبيقات الصناعية والبحوث العلميَّة.